# FAM13C
FAM13C‏ (Family with sequence similarity 13 member C) هوَ بروتين يُشَفر بواسطة جين FAM13C في الإنسان.